# Jack White
Jack White, pseudonimo di John Anthony Gillis (Detroit, 9 luglio 1975), è un cantautore, polistrumentista, produttore discografico e attore statunitense.
Noto per essere stato il chitarrista e cantante del duo rock The White Stripes, è stato premiato con dodici Grammy Award, tra cui il Producers & Engineers Wing President’s Merit Award. Rolling Stone lo ha classificato al numero 17 nella sua lista del 2010 dei 100 più grandi chitarristi di tutti i tempi.
Nel 1997 White fonda i White Stripes con l'allora compagna Meg White, ottenendo la fama internazionale con l'album del 2001, White Blood Cells, sostenuto dal singolo Fell in Love with a Girl. Nel corso della carriera del duo, terminato nel 2011, vennero premiati con sei Grammy Award, un MTV Europe Music Awards, quattro MTV Video Music Awards e un BRIT Award.
Successivamente alla fondazione del gruppo rock The Raconteurs, White collabora con la cantautrice Alicia Keys nel brano  Another Way to Die, colonna sonora del film basato sulle avventure di James Bond Quantum of Solace. Il brano fa ottenere agli artisti un Satellite Award e una candidatura ai Critics' Choice Awards. Attualmente, oltre alla carriera da solista, con cui ha esordito per tre volte al primo posto della classifica statunitense, White è anche membro dei The Dead Weather (batteria e seconda voce).
Nel corso della carriera ha inoltre collaborato con Loretta Lynn, Bob Dylan,Wanda Jackson, Jerry Lee Lewis, Christopher Miles, Beyoncé e Josh Homme.

## Biografia

### Infanzia e primi approcci alla musica
È nato a Detroit, nel Michigan, il 9 luglio del 1975, ultimogenito dei dieci figli (sei fratelli e tre sorelle) di Gorman M. Gillis, di origini scozzesi e canadesi, e di Teresa Bandyk, di origini polacche, ambedue impiegati presso l'arcidiocesi di Detroit, rispettivamente come addetto alla manutenzione e segretaria del cardinale.
Cresce in un quartiere piccolo-borghese nel sud-ovest della città, in una casa di legno a tre piani, la cui costruzione risale al 1911. Fin da piccolo, Jack dimostra la sua passione per la musica: entra a far parte del coro della chiesa e inizia ad ascoltare musica classica. Il ruolo di corista gli permette di entrare a far parte del cast del film I delitti del rosario (The Rosary Murders) nel 1987.
Jack White ha iniziato a suonare strumenti (la batteria fu il primo) dall'età di sei anni.
Sin da piccolo ascolta musica blues, folk e rock anni sessanta, che avrebbe poi influenzato lo stile dei White Stripes.
La scuola di Jack è frequentata soprattutto da ragazzi di colore, ma lui non si appassiona alla musica hip-hop. I suoi cantanti preferiti sono Son House e Blind Willie McTell.
In un'intervista del 2005, White rivela a Mike Wallace che la sua vita avrebbe potuto essere del tutto diversa. Infatti era stato ammesso a un seminario in Wisconsin, dove aveva fatto richiesta per diventare prete. Ma quello che gli fa cambiare idea è il nuovo amplificatore acquistato da poco. Non potendolo portare con sé al seminario, decide di rimanere a Detroit.
Dopo essere entrato alla Cass Technical High School di Detroit, dove studia musica, a 15 anni Jack inizia un apprendistato al Muldoon Studio. Il negozio di tappezzeria è di un amico di famiglia, Brian Muldoon, batterista a tempo perso.
Privo di qualsiasi interesse per i voti, Jack non resiste molto al college.
Uno dei suoi fratelli maggiori funge da catalizzatore, riempiendo la casa di musica e strumenti che probabilmente portano il giovane Jack a interessarsi a batteria e chitarra.
Nel frattempo, White e Muldoon formano una band in cui non compaiono altri membri, i Two part resin. Il nome verrà poi trasformato in The Upholsterers soltanto nel 2000. Il nome del loro unico album, Makers of High Grade Suites, è composto da sole tre canzoni.
I pezzi sono stati incisi nel 2000, diversi anni dopo la nascita dei White Stripes.
Il disco viene pubblicato dall'etichetta Sympathy for the Record Industry Label.
Più tardi, White avvia un'attività propria come tappezziere, creando la Third Man Upholstery. Lo slogan del negozio è 'Il vostro mobilio non è morto' (ispirato al famoso motto 'rock is not dead'). I colori adottati da White a rappresentare l'attività sono il giallo e il nero: un furgone giallo, un'uniforme gialla e nera.
L'impresa non è mai riuscita a decollare, dal momento che White si rifiutava di chiedere ai clienti un compenso superiore alla spesa effettiva. Inoltre aveva la passione di infilare poesie scritte a mano all'interno dei divani riparati, destinate ai tappezzieri che le avrebbero lette in seguito.

## Carriera

### Gli esordi

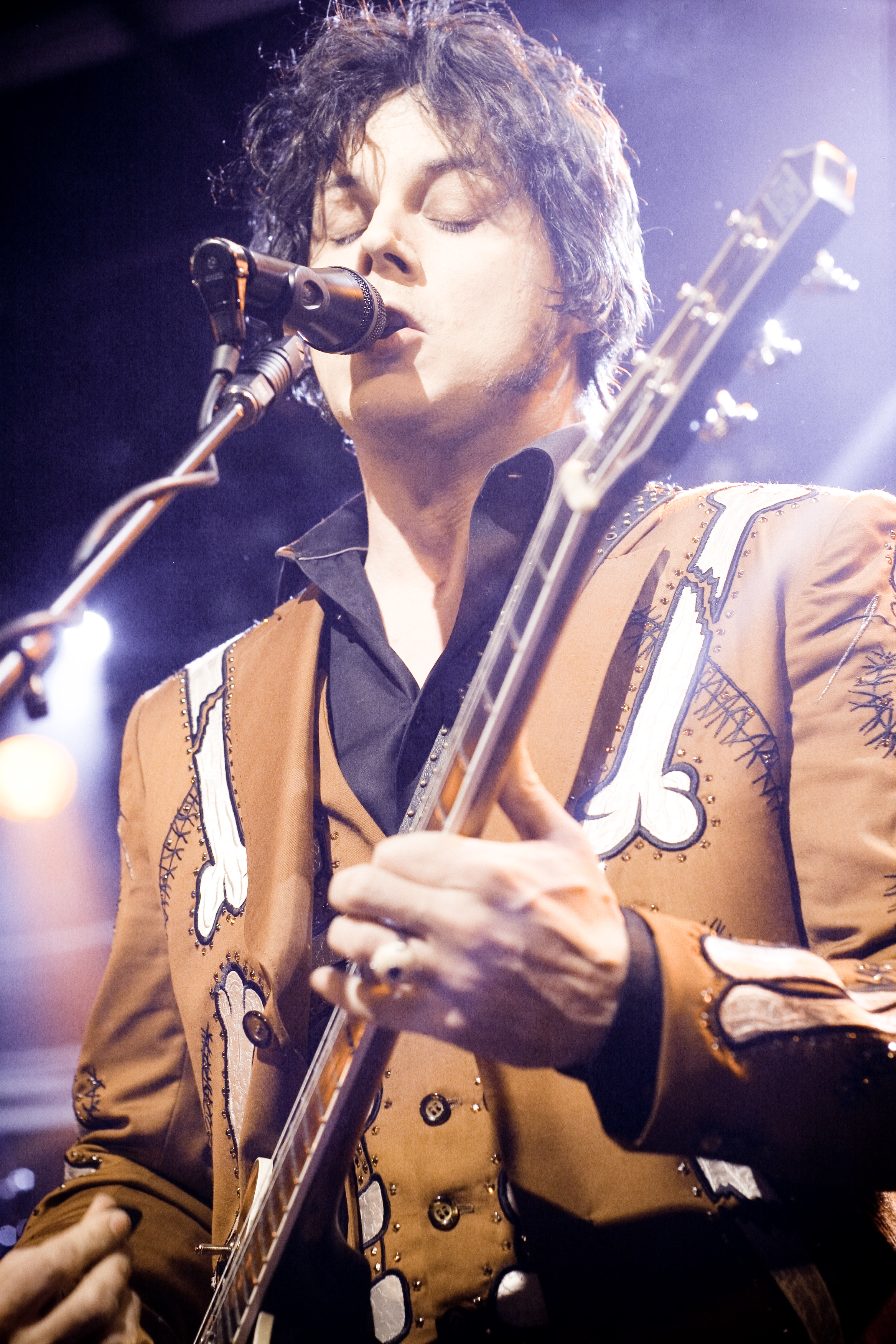
Jack White, 2008

Il suo primo vero concerto ha luogo a Detroit nel 1990 (a 15 anni) con la band Goober & the Peas, dove si esibisce suonando la batteria. In questo gruppo Jack utilizza ancora il suo vero nome, oppure lo pseudonimo Doc.
Dan Miller, membro della band, dice di lui:
In questo periodo si esibisce anche in altre band locali o come solista.
I Gobber & the Peas si sciolgono nel 1995, Jack ha 20 anni.
Dopo due anni di assenza dalle scene, all'incirca nel 1997, a 22 anni, White continua a esibirsi insieme a Miller, stavolta nel gruppo country "2 Star Tabernacle". Suona il piano e il dobro, e canta in alcuni pezzi.
Mentre suona con i 2 Star Tabernacle, viene notato dalla band di Detroit "The Go" grazie alla sua forte presenza scenica e alla scioltezza con cui si mostrava sul palco. White entra così a far parte dei Go, finché soltanto dieci mesi dopo diventano il gruppo più importante nella scena musicale dei sobborghi di Detroit, attirando l'attenzione dell'etichetta di Seattle Sub Pop, la stessa che aveva prodotto i Nirvana.
Insieme ai Go incide il loro album di esordio.
Nel frattempo però i White Stripes stavano raggiungendo una popolarità notevole. La personalità di White stava offuscando i 2 Star Tabernacle, quindi fu lui stesso a decidere di tirarsene fuori.
Nell'altra band invece fu il resto del gruppo a mandarlo via, per le medesime ragioni, oltre al fatto che Jack si sentiva costretto nel ruolo del chitarrista senza poter sperimentare nient'altro.

### The White Stripes

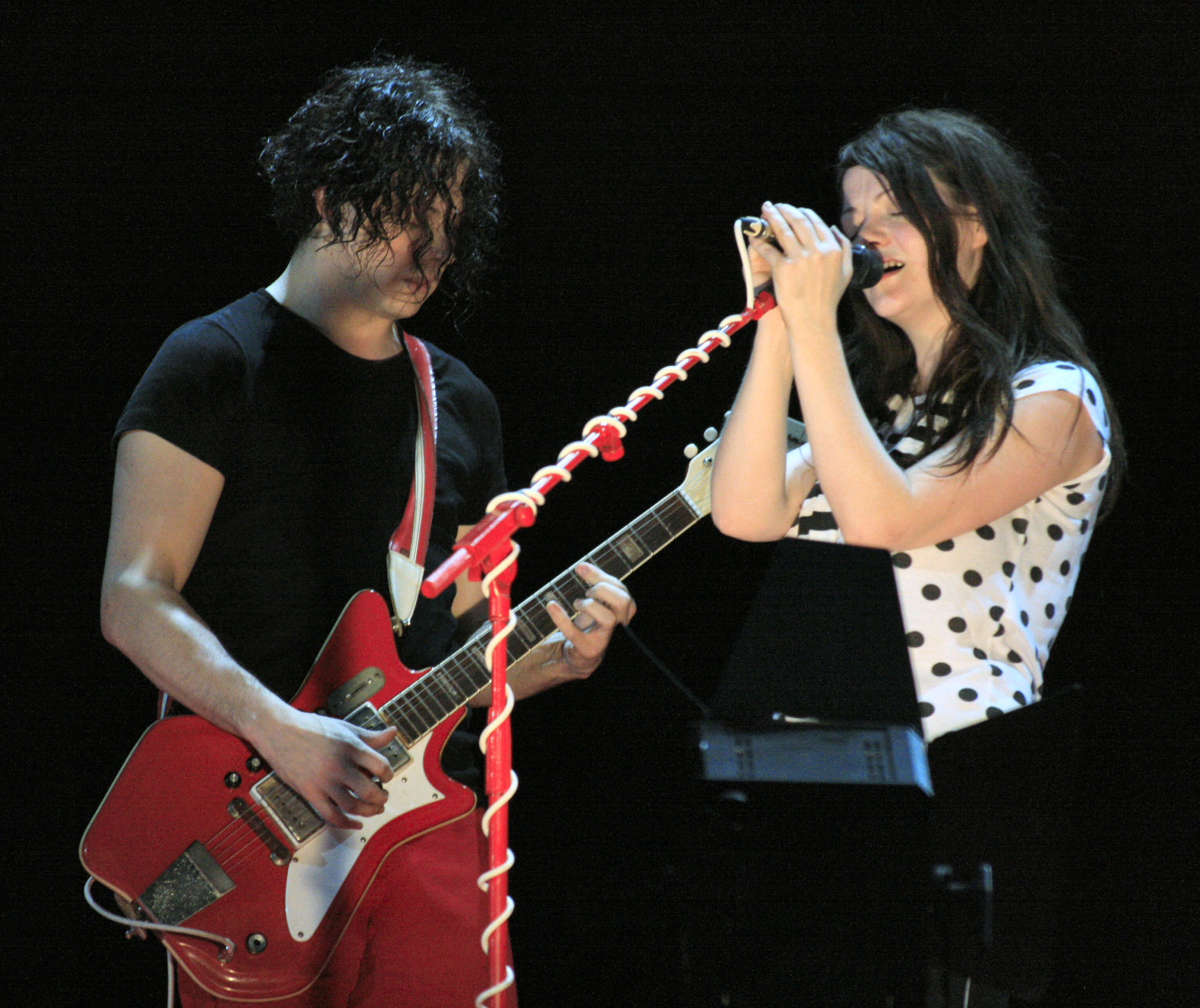
The White Stripes al O2 Wireless Festival di Londra nel 2007.

Nei primi anni '90 White conosce Meg White nel bar Memphis Smoke a Royal Oak (sobborgo di Detroit), dove lei lavora come barista.
La loro relazione non è mai stata chiarita definitivamente. Prendendosi gioco della stampa, Jack ha proposto due versioni.
Secondo la prima si sono sposati il 21 settembre 1996 e hanno quindi divorziato il 24 marzo 2000. Nel suo caratteristico credo non ortodosso, Jack White avrebbe preso il cognome della moglie.
Nella seconda sono i due fratelli più piccoli di una grande famiglia (molto improbabile, essendo nati rispettivamente nel luglio del 1975 e nel dicembre del 1974).
Jack spiega così la sua avversione nei confronti della stampa scandalistica:
Nel 1997 Meg e Jack formano i White Stripes, all'età di 22 e 23 anni.
Nel 1998 la band viene assoldata dell'etichetta indipendente di Detroit Italy Records, di Dave Buick. Da allora, i White Stripes compongono un album dopo l'altro, fino a un totale di sei, inclusi due DVD di esibizioni live.
Le performance dei White Stripes sono acclamate in tutto il mondo, dalla critica e dal pubblico.
Colpisce il loro stile ibrido, che spazia tra blues (è evidente l'influenza dei gusti personali di Jack, come in Get Behind Me Satan), garage rock e punk.
La band ha annunciato il suo scioglimento il 2 febbraio 2011. Jack White ha commentato la decisione con le seguenti parole:
Il comunicato finale si conclude così:

### The Raconteurs

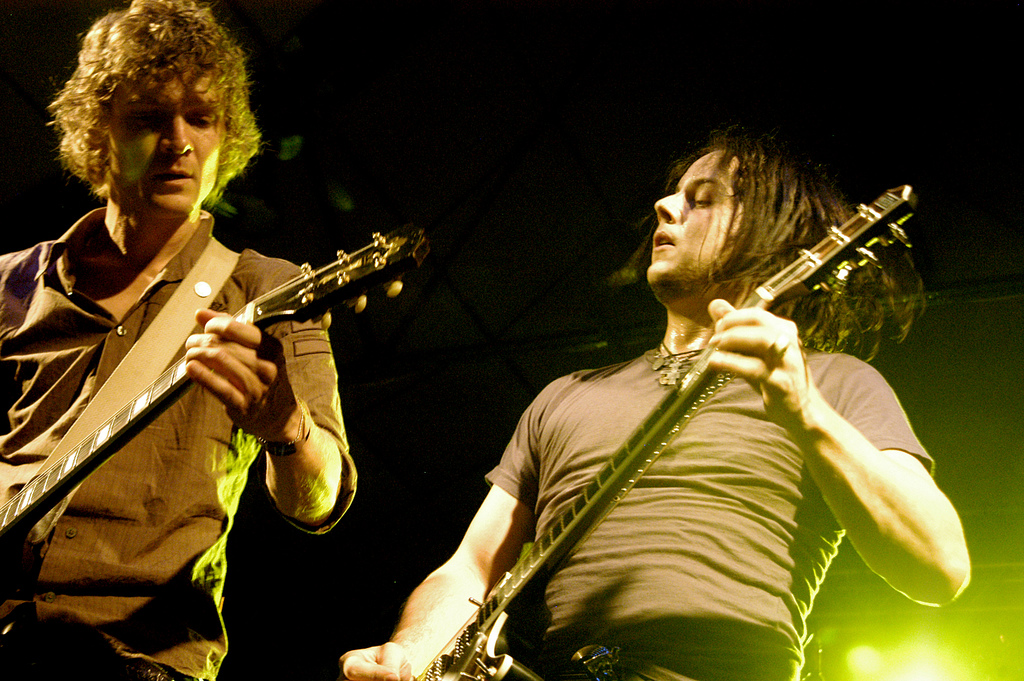
Brendan Benson e Jack White

I Raconteurs nascono a Detroit nel 2005 da Jack White e dall'amico cantautore Brendan Benson.
In formazione ci sono Jack White, Brendan Benson (solista), Jack Lawrence (The Greenhornes, Blanche e Dead Weather) e Patrick Keeler (The Greenhornes).
Qualunque ne sia l'origine, l'album, Broken Boy Soldiers, della durata di circa 33 minuti, ricco di reminiscenze rock anni sessanta-settanta, esce nel 2006. In particolare, una certa notorietà è stata raggiunta dal brano di apertura, Steady, As She Goes, e dalla title track del cd, Broken Boy Soldier, quest'ultima pervasa da un'atmosfera dark sottolineata dal videoclip.
Dopo un anno di intensa attività live nel maggio 2007 i quattro si sono divisi per tornare a lavorare ai rispettivi altri progetti, non prima di registrare una prima sessione di demo per le tracce del nuovo album. Il disco, che è stato completato nei primi mesi dell'anno successivo, si chiama Consolers of the Lonely ed è uscito nel marzo 2008, insieme al singolo d'accompagnamento Salute Your Solution.
Dopo ben 8 anni da quando si sono separati, il supergruppo si riunisce e pubblicano nel gennaio 2019 un EP contenenti due inediti "Sunday Driver" e "Now That Your're Gone". Successivamente, ad aprile annunciano il loro nuovo album "Help Us Stranger", dopo ben 11 anni dall'uscita del loro album "Consolers of the Lonely" nel 2008.

### The Dead Weather

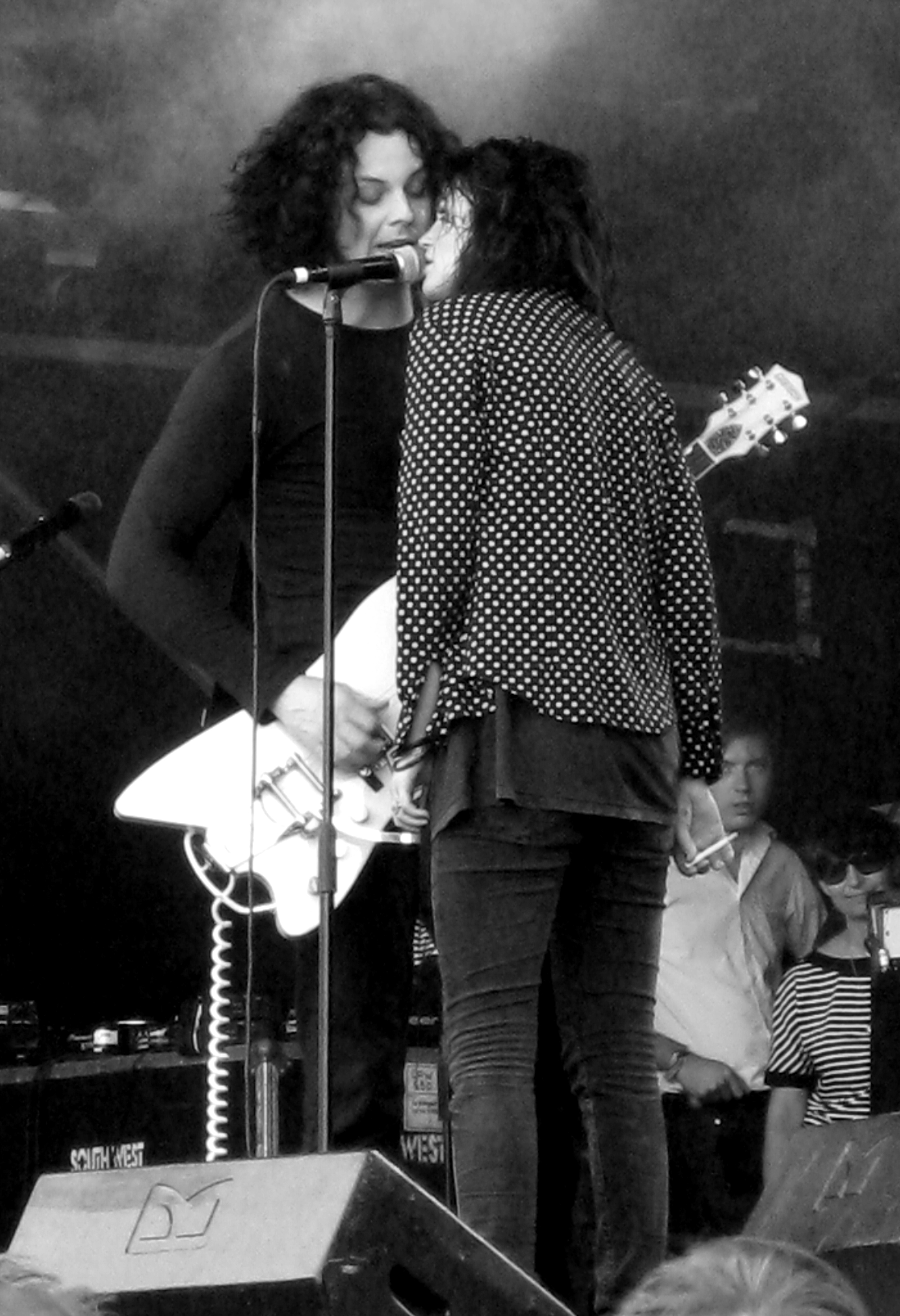
Jack White e Alison Mosshart si esibiscono dal vivo con i Dead Weather al Glastonbury Festival, 26 giugno 2009

Nel 2009 Jack White fonda i Dead Weather insieme alla cantante Alison Mosshart dei Kills, con cui aveva collaborato nell'ultima tournée dei Raconteurs, Jack Lawrence, bassista dei Greenhornes e dei Raconteurs, e Dean Fertita dei Queens of the Stone Age alla chitarra. Nel gruppo Jack White suona la batteria. Nel 2009 esce l'album di debutto Horehound. Nel 2010 esce Sea of Cowards e nel 2015 Dodge & Burn, il primo a non essere seguito da una tournée e prodotto solo in vinile.

### Carriera solista
A partire dal 1999 collabora con numerosi artisti: The Walker-White Trio, The Soledads Brothers, The Hentchmen, The Detroit Cobras, The Von Bondies, Whirlwind Heat, Thee Jenerators', The Fells, Blanche, Mark Ronson, Loretta Lynn, Beck, Brendan Benson.
Nel 2001 fonda la casa discografica Third Man Records a Detroit. Successivamente la sede viene trasferita a Nashville, patria della musica country. L'edificio della sede è anche un negozio (in cui si possono acquistare anche e soprattutto vinili) e uno studio di registrazione, e possiede una saletta da 150 posti in cui si è tenuto il primo concerto dei Dead Weather.
Il nome dell'etichetta nasce dal film Il terzo uomo, con Orson Welles. Nel gennaio 2012 una puntata di American Pickers, sul canale History, viene dedicata alla Third Man Records
Dal 16 al 20 marzo 2011, in occasione del festival di musica indie SXSW ad Austin, White ha ideato il Third Man Records Rolling Record Store. Si tratta di un furgone, un negozio di dischi (rigorosamente in vinile) ambulante, da cui si possono acquistare anche piatti, un microfono e un impianto di amplificazione per allestire esibizioni live.
White giustifica questa idea con il fatto che la maggior parte dei giovani negli Stati Uniti non è mai entrata in un negozio di musica specializzato. In più, ha dichiarato che il Third Man Records Rolling Record Store visiterà altri concerti e festival negli Stati Uniti.
Nel 2003 si diffonde la notizia che White abbia prestato la voce al singolo del gruppo britannico Electric Six 'Danger! High voltage'. Inizialmente, sia White sia gli Electric Six negano il fatto, attribuendo la voce nella canzone a John s O'Leary. Tuttavia, in un'intervista sul canale radio inglese 105.2, il leader del gruppo Electric Six conferma che la voce era quella di White, e che il cantante per quella collaborazione era stato pagato ben 60.000 dollari.
Sempre nel 2003, Jack ottiene una parte nel film Cold Mountain, oltre a partecipare in prima persona alla suggestiva e apprezzata colonna sonora. All'artista viene richiesto di incidere cinque canzoni, tre delle quali verranno cantante anche durante il film. Le canzoni sono: Sittin' on Top of the World, Wayfaring Stranger, Never Far Away, Christmas Time Soon Will Be Over e Great High Mountain.
White si dichiara molto felice di aver avuto l'opportunità di far saggiare al pubblico un po' di musica folk.
Nel 2008 duetta con Alicia Keys nella canzone Another Way to Die, colonna sonora del film James Bond Quantum of Solace.
Nell'estate del 2009 partecipa al documentario musicale It Might Get Loud, incentrato sulle tecniche di utilizzo della chitarra elettrica. Insieme a lui, vengono intervistati Jimmy Page dei Led Zeppelin e The Edge degli U2.
Durante lo stesso documentario White incide il suo primo singolo in soli dieci minuti, mentre viene ripreso dalla telecamera. Il nome della canzone è Fly Farm Blues, disponibile su iTunes in versione digitale dall'agosto 2011 e acquistabile in vinile dalla Third Man Records.
Nel novembre 2010 collabora con Daniele Luppi e Norah Jones, prestando la sua voce a tre canzoni dell'album Rome: The Rose with the Broken Neck, Two Against One e The World.

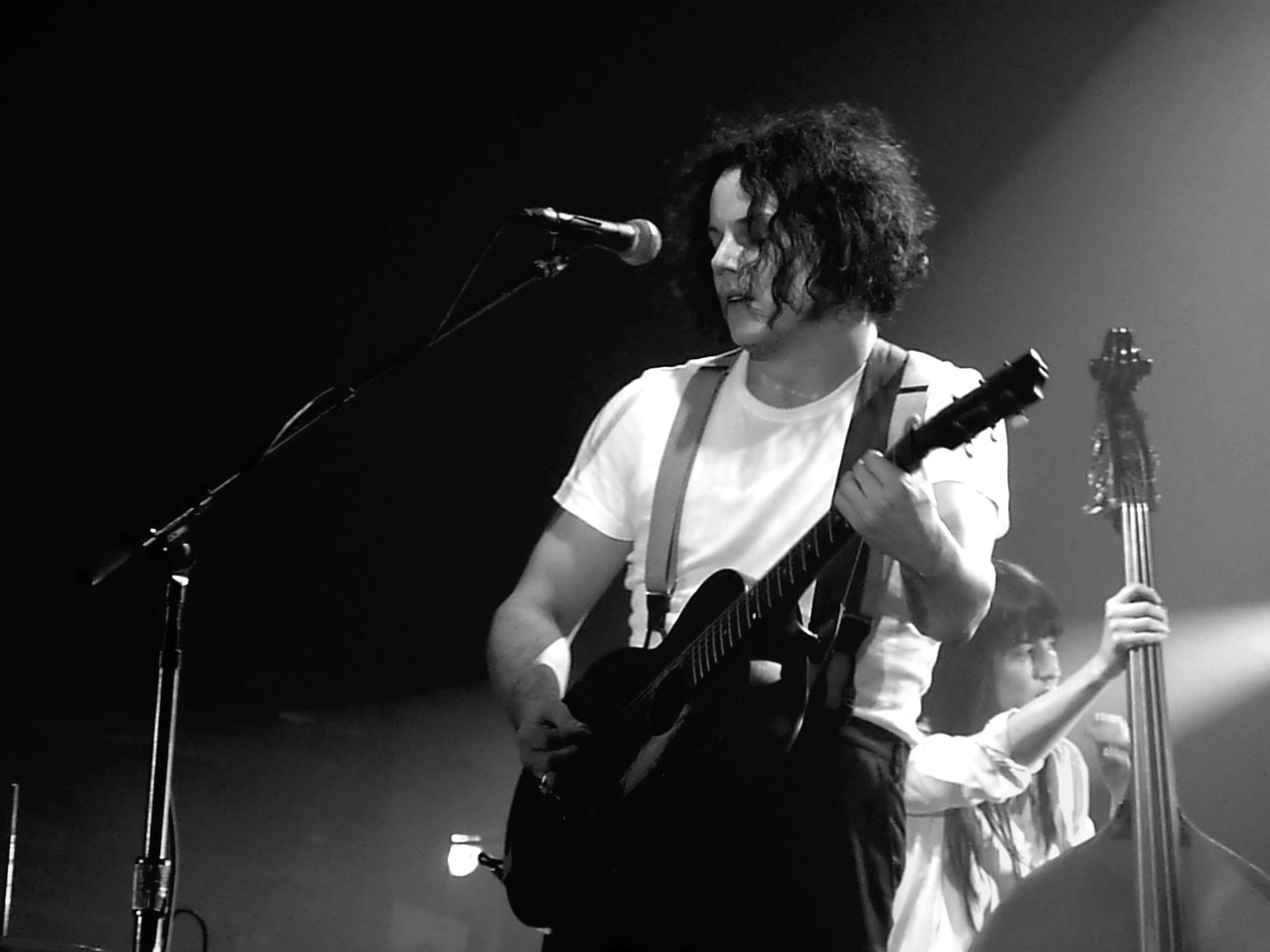
White si esibisce dal vivo nel 2012

Il 4 ottobre 2011 compone la canzone You Know That I Know in The Lost Notebooks of Hank Williams.
Il 26 ottobre 2011 viene pubblicato l'album AHK-toong BAY-bi Covered, una raccolta di cover di brani degli U2 fatte da artisti vari. Per l'occasione, White riarrangia la famosissima canzone Love is Blindness. La versione di White verrà utilizzata per la colonna sonora e per il trailer del film 'The Great Gatsby', in uscita nel gennaio 2013.
Il 30 gennaio 2012 realizza il singolo Love Interruption, estratto del suo primo album solista, Blunderbuss, pubblicato in data 24 aprile 2012. Il 3 marzo 2012 partecipa al Saturday Night Live come ospite musicale.
Il 19 aprile 2014 è stato pubblicato il singolo Lazaretto, che anticipa l'uscita del secondo album da solista di Jack White, Lazaretto. Il 1º aprile precedente era stata diffusa un'anteprima di un altro brano estratto dal nuovo album, High Ball Stepper.
Il 23 marzo 2018 esce il suo terzo album da solista Boarding House Reach, che era stato anticipato dal singolo Connected By Love. Il 21 settembre 2018 arriva in esclusiva su Amazon Prime Video Jack White: Kneeling at The Anthem DC, il suo primo film-concerto da solista.
Il 18 ottobre 2021 viene pubblicato il singolo Taking Me Back, presente anche nel videogioco Call of Duty: Vanguard. White ha poi rivelato che avrebbe pubblicato due album da solista nel 2022: Fear of the Dawn, uscito l'8 aprile, e Entering Heaven Alive, in uscita il 22 luglio.

## Vita privata
Il 13 dicembre 2003 viene coinvolto in una rissa con Jason Stollsteimer, leader del gruppo The Von Bondies, fuori da un locale di Detroit. White è accusato di aggressione aggravata ai danni di Stollsteimer. Infine viene dichiarato colpevole di aggressione con la pena minore: una multa di 750 dollari, spese legali incluse, e l'obbligo di cura per il controllo della rabbia.

## Vita sentimentale

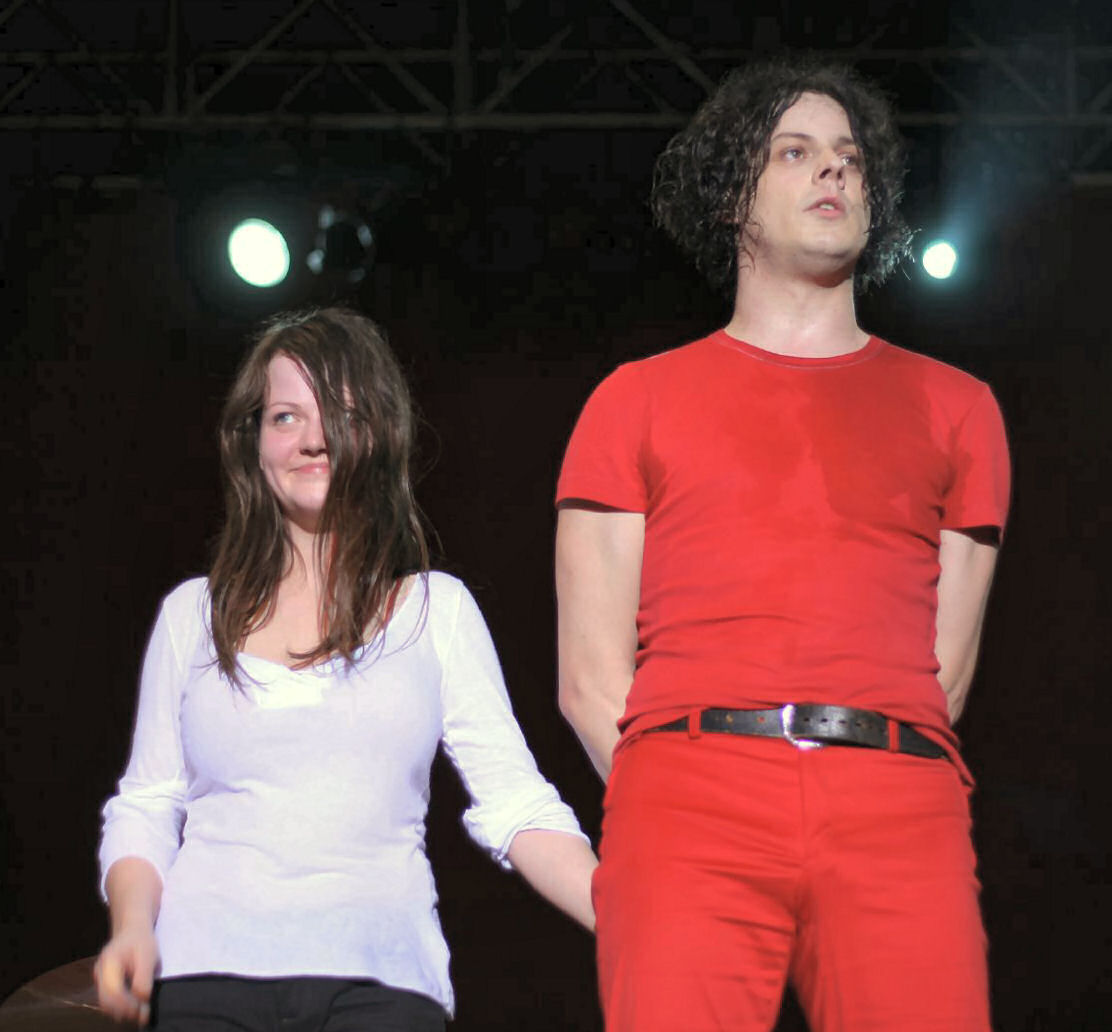
Jack e la batterista Meg White, ex compagna di band

Tra la fine degli anni '90 e l'inizio dei 2000 ha avuto una relazione con Meg White, dalla quale ha preso anche il suo nome d'arte. Nel 2003 ha una breve relazione con l'attrice Renée Zellweger, conosciuta sul set di Ritorno a Cold Mountain. Durante l'estate, la coppia è vittima di un incidente automobilistico e Jack riporta una frattura multipla all'indice della mano sinistra che lo costringe a ridisegnare il tour estivo dei White Stripes. Zellweger e White rompono pubblicamente nel dicembre 2004.
L'anno seguente conosce la modella britannica Karen Elson. I due si sposano in Brasile il 1º giugno 2005. Il luogo del matrimonio, officiato da uno sciamano, è una canoa sul Rio delle Amazzoni. Il rito viene convalidato più tardi da un prete cattolico. La coppia ha avuto due figli. Divorziano nel 2011.

## Curiosità
White ha una ossessione per il numero 3:
La prima volta che ho notato la ricorrenza del numero tre è stato quando lavoravo in tappezzeria. C'era un pezzo di stoffa sopra un divano da riparare. il ragazzo che mi insegnava il mestiere ci mise tre puntine. Non se ne potevano mettere due, per tappezzare qualsiasi cosa c'era bisogno di almeno tre puntine. E mi sembrava che tutto ruotasse intorno a questo numero. Per fare un tavolo bastano tre gambe. I tre elementi della musica.
Il tre può essere visto in tanti modi differenti. C'è la trinità cristiana. Alla ruota di una macchina bastano tre bulloni per mantenersi stabile.
Se rompi le regole della musica ma mantieni la struttura a tre componenti, otterrai l'essenza della musica, senza scervellarsi o fare eccessi.»
Infatti, i colori dei White Stripes sono tre: bianco, rosso e nero. Uno dei loro brani più noti si intitola The Big 3 Killed my Baby, composto da un testo con tre versi per tre strofe, in cui la parola tre viene ripetuta più volte.
Le canzoni blues tradizionali sono formate da tre frasi per verso, regola presente anche in diverse canzoni dei White Stripes. I testi di Elephant hanno una parola di colore rosso ogni due bianche. Infine, Jack è solito autografare con la firma Jack White III.

## Band attuali
- The Raconteurs 2005 - In attività (Con Brendan Benson, Jack Lawrence e Patrick Keeler)
- The Dead Weather 2009 - In attività (Con Alison Mosshart, Jack Lawrence e Dean Fertita)

## Band precedenti
- Two-Star Tabernacle 1998 - ?
- The Go 1990 - ?
- The Upholsterers 1990 - ?
- The White Stripes 1997 - 2011 (Con Meg White)

## Discografia

### Album e DVD con i White Stripes
- 1999 – The White Stripes
- 2000 – De Stijl
- 2001 – White Blood Cells
- 2003 – Elephant
- 2004 – Under Blackpool Lights (DVD)
- 2004 – The Legendary Lost Tapes
- 2005 – Get Behind Me Satan
- 2005 – Walking with a Ghost (EP)
- 2007 – Icky Thump
- 2010 – Under Great White Northern Lights (DVD)

### Album con i Raconteurs
- 2006 – Broken Boy Soldiers
- 2008 – Consolers of the Lonely
- 2019 – Help Us Stranger

### Album con i Dead Weather
- 2009 – Horehound
- 2010 – Sea of Cowards
- 2015 – Dodge & Burn

### Album da solista
- 2012 – Blunderbuss
- 2014 – Lazaretto
- 2016 – Acoustic Recordings 1998 - 2016
- 2018 – Boarding House Reach
- 2022 – Fear of the Dawn
- 2022 – Entering Heaven Alive
- 2024 – No Name

## Filmografia
- I delitti del rosario (The Rosary Murders) (1987) – Chierichetto
- Ritorno a Cold Mountain (Return to Cold Mountain) (2003) – Nel ruolo di George
- Coffee and Cigarettes (Coffee and Cigarettes) (2003) – Se stesso
- The Fearless Freaks (2005) – Se stesso
- Walk Hard: La storia di Dewey Cox (Walk Hard: The Dewey Cox Story) (2007) – Elvis Presley
- Rolling Stones - Shine a Light (Shine a Light) (2008) – Se stesso
- Mutant Swinger from Mars (2009) – Mikey
- It Might Get Loud (2009) – Se stesso
- I Muppet (2016) - Serie TV, se stesso
- Killers of the Flower Moon (2023) - Radio show actor

## Doppiatori italiani
- Francesco Pezzulli in Coffee and Cigarettes, I Muppet
- Massimiliano Alto in Ritorno a Cold Mountain

## Strumentazione
Le chitarre utilizzate nei live da White sono:
- JB Hutto Res-O-Glass Montgomery Airline del 1964
- Airline Res-O-Glass short scale 1965
- Airline Town & Country 1960
- Harmony Rocket
- Kay hollowbody archtop 1950
- Crestwood Astral II del 1969
- Gretsch Rancher (Claudette)
- Gretsch Rancher Falcon (Rita) 2006
- Gretsch Falcon Duo Jet
- Gretsch Parsons "Copper Triple Jet" 2006
- Gretsch Parsons "The Blue Randy" 2012
- Gretsch Triple Green Machine 2009
- Gretsch "Billy Bo" Jupiter Thunderbird 2007
- Fender Telecaster '60
- Fender Custom Highway-1 Telecaster 2007
- Fender Three-Wheel-Motion Low Rider Telecaster
- Fender Triplecaster
- Gibson Les Paul Fort Knox
- Gibson Flying V Fort Knox
- Gibson Firebird Stunt Baxter Fort Knox
- Daddy Mojo Stove Pipe Cigar Box
- Gretsch Rancher (Veronica)
- Gibson L1 archtop 1929
- Gibson l1 flat top 1930
- Kay K-125 stratotone 1952

Altri strumenti suonati da White sono:
- mandolino Black Gibson F4 (suonato nei brani "Little Ghost" e "Old Enough" )
- organo Hammond B-3 customizzato (utilizzato dal vivo nel tour del 2007 e suonato attraverso un amplificatore Leslie 3300)
- pianoforte
- Wurtzler Electric Piano
- Batteria Ludwig "Trap Kit" (con i Dead Weather; la grancassa portava un'immagine delle tre mogli di Dracula nel tour del 2009, mentre dal 2010 porta un'immagine tratta dal film il Terzo Uomo)

Gli amplificatori usati da White sono:
- Fender Twin Reverb
- Silvertone Twin Twelve 1484
- Fender Vibroverb
- Fender Panoverb

I pedali usati da White sono:
- Big Muff
- Big Muff Pi
- MXR Microamp
- Digi-Tech Whammy
- Twin City
- Pog
- Cry Baby Wah Wah
- Third Man/Coppersound Bumble Buzz
- Third Man Mantic Flex
- Third Man/Gamechanger Plasma Coil
- Third Man/Coppersound Triplegraph
- Third Man/Donner Effects Triple Threat
- Third Man La Grotte
- Third Man Knife Drop